# 千葉貞幹
千葉 貞幹（ちば ていかん、1852年 2月29日〈嘉永5年2月10日〉 - 1913年〈大正2年〉3月26日）は、明治から大正にかけての裁判官・官僚。県知事。

## 経歴
十津川郷士・千葉清宗の長男として生まれる。高野山三宝院で学ぶ。慶応3年12月（1868年1月）、鷲尾隆聚の高野山挙兵に参加。
1873年1月、宮内省に出仕し雑掌に就任。1874年8月、司法省に転じ十一等出仕となる。1875年8月、四級判事補に任官。以後、長崎上等裁判所、名古屋裁判所、山田区裁判所（所長）、大阪上等裁判所で勤務。1881年5月、検事に任官。以後、大阪上等裁判所、和歌山支庁、和歌山始審裁判所、大津始審裁判所で勤務。
1887年12月、司法省参事官に発令され、翌年1月から刑事局に配属された。1890年11月、判事に任官。以後、東京控訴院判事、大津地方裁判所長、大阪控訴院部長、岡山地方裁判所長、神戸地方裁判所長、裁判所書記登用試験委員長、行政裁判所評定官を歴任した。
1906年7月、大分県知事に就任。大分港の築港を推進し、また、県下の産業振興を図った。
1911年7月、長野県知事に転任。1913年3月26日、長野師範学校卒業式で式辞を述べ、その後、知事公邸で心臓麻痺のため死去した。なお、『官報』では翌日の27日に薨去と発表している。墓所は雑司ヶ谷霊園。

## 栄典
位階
- 1909年（明治42年）11月30日 - 正四位[5]

勲章
- 1900年（明治33年）6月30日 - 勲四等瑞宝章[6]